# سعيد عبد السلام
سعيد عبد السلام (1941- 2023 م) مُمثل سوري، مثَّل في الإذاعة والتلفزة والمسرح والسينما.

## سيرته
وُلد سعيد عبد السلام في حي الصالحية بدمشق عام 1941م.
بدأ العمل الفني في إذاعة دمشق عام 1958 مع الفنان طلحت حمدي، وشارك في العديد من الأعمال المسرحية مثل: «بين ساعة وساعة»، و«محطات ممنوعة»، و«الأب»، و«حبس الأحلام»، و«النهب»، و«ساعة حلوة»، و«الفخ»، و«المفتش العام». وظهر في أفلام سورية مثل: «الرابعة بتوقيت الفردوس» (2015) و«زواج على الطريقة المحلية» (1978)، إضافة إلى مسلسلات كثيرة على غرار: «حرب السنوات الأربع» (1980) و«الوسيط» (1985) و«الغيوم البيضاء» (1988)، وآخرها كان الجزء الثاني عشر من «باب الحارة» (2022).

## وفاته
توفي بدمشق يوم الخميس 23 من جُمادى الأولى 1445هـ الموافق 7 ديسمبر (كانون الأول) 2023م.